# Courtelary (district)
Courtelary was een district in het kanton Bern met hoofdplaats Courtelary. Het district lag in het noordwesten, was Franstalig en omvatte 18 gemeenten op 266 km².
Het district is op 1 januari 2010 opgegaan in Jura bernois.
| gemeentenaam      | inwonersaantal (31/12/2005) | oppervlakte (km²) |
| ----------------- | --------------------------- | ----------------- |
| Corgémont         | 1523                        | 17,60             |
| Cormoret          | 508                         | 13,43             |
| Cortébert         | 738                         | 14,75             |
| Courtelary        | 1198                        | 22,24             |
| La Ferrière       | 544                         | 14,23             |
| La Heutte         | 509                         | 8,00              |
| Mont-Tramelan     | 128                         | 4,64              |
| Orvin             | 1231                        | 21,43             |
| Péry              | 1326                        | 15,57             |
| Plagne            | 387                         | 7,55              |
| Renan             | 796                         | 12,62             |
| Romont            | 207                         | 7,07              |
| Saint-Imier       | 4758                        | 20,86             |
| Sonceboz-Sombeval | 1732                        | 15,03             |
| Sonvilier         | 1145                        | 23,78             |
| Tramelan          | 4240                        | 24,88             |
| Vauffelin         | 431                         | 5,92              |
| Villeret          | 897                         | 16,22             |
| Totaal (18)       | 22.298                      | 265,82            |

Aarberg · Aarwangen · Bern · Biel · Büren · Burgdorf · Courtelary · Erlach · Fraubrunnen · Frutigen · Interlaken · Konolfingen · Laupen · Moutier · La Neuveville · Nidau · Niedersimmental · Oberhasli · Obersimmental · Saanen · Schwarzenburg · Seftigen · Signau · Thun · Trachselwald · Wangen